# 신정균 (야구인)
신정균(申正均, 1972년 ~ )은 전 KBO 리그의 야구 선수인 투수이다.

## 출신학교
- 동대문상업고등학교
- 단국대학교